# Franciszek Pajączkowski

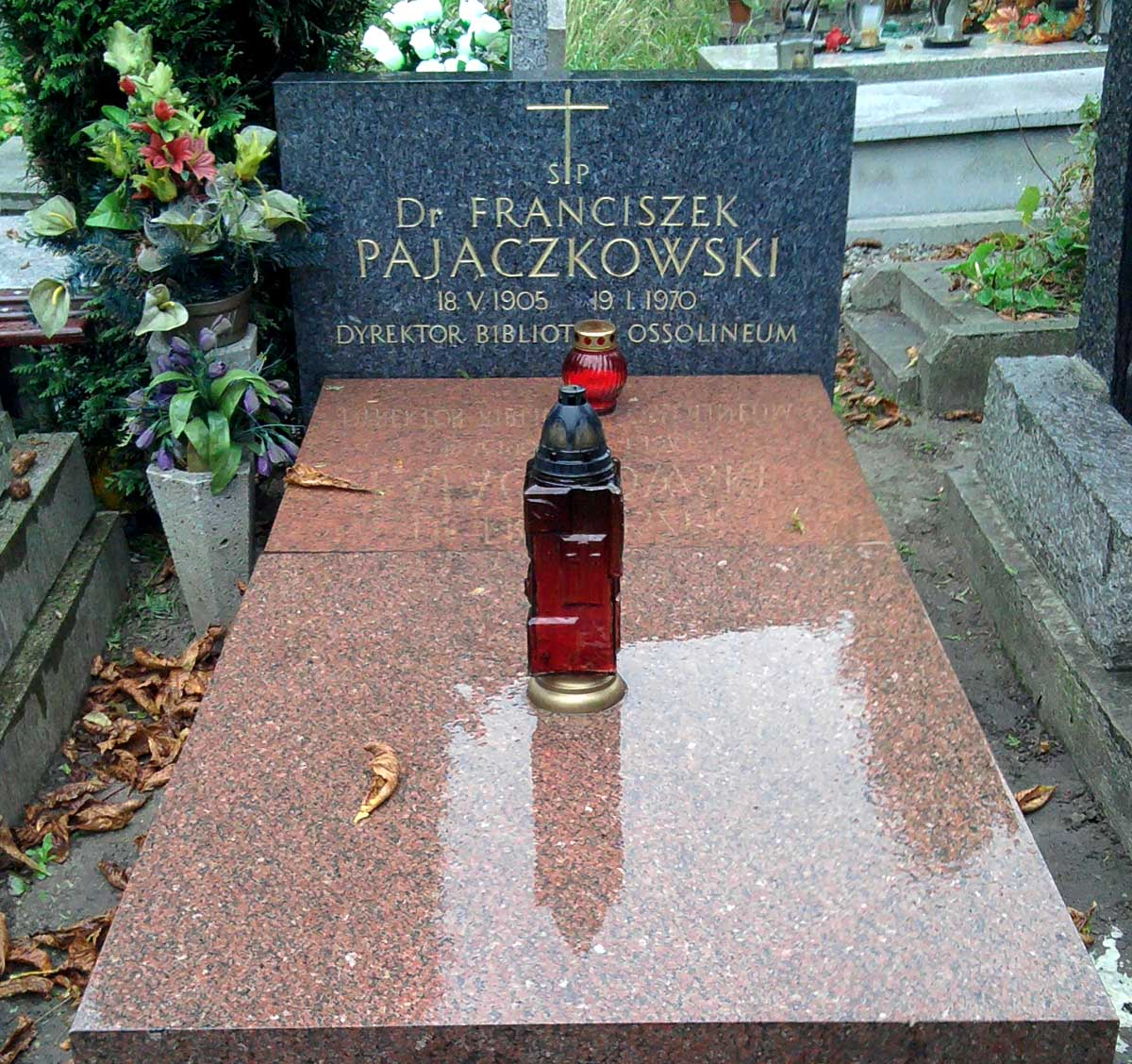
Grób Franciszka Pajączkowskiego

Franciszek Pajączkowski herbu Lubicz (ur. 18 maja 1905 w Brodach, zm. 19 stycznia 1970 we Wrocławiu) – historyk teatru, bibliotekarz, doktor filozofii.

## Życiorys
Był wnukiem Józefa, synem Zygmunta Lubicz-Pajączkowskiego (1859-1905), bratankiem Karola, wcześnie osierocony był wychowywany przez Edmunda Zubrzyckiego (1862-1935).
Uczył się w Gimnazjum Męskim w Sanoku. W latach 1924–1931 studiował polonistykę i historię sztuki na Uniwersytecie Jana Kazimierza we Lwowie. Od roku 1927 związany zawodowo z Biblioteką Ossolińskich, najpierw we Lwowie, następnie (od 1946 r.) we Wrocławiu. Pierwszy dyrektor Ossolineum we Wrocławiu (od r. 1951). Od 1958 wykładowca Uniwersytetu Wrocławskiego. Autor licznych publikacji w "Kwartalniku Historycznym", "Sobótce", redaktor "Rocznika Zakładu Narodowego im. Ossolińskich". Członek Wrocławskiego Towarzystwa Naukowego, od r. 1927 działacz – lwowskiego koła Związku Bibliotekarzy Polskich, następnie od r. 1947 wiceprezes Koła Wrocławskiego Stowarzyszenia Bibliotekarzy Polskich.
Został pochowany na cmentarzu św. Wawrzyńca we Wrocławiu.

## Ważniejsze publikacje
- Teatr lwowski pod dyrekcją Tadeusza Pawlikowskiego 1900–1906, Kraków 1961
- Materiały biblioteczne z konferencji organizowanych w latach 1963–1968 przez Biuro wydawnictw i Bibliotek PAN, (red.), Wrocław 1970

## Odznaczenia
- Krzyż Oficerski Orderu Odrodzenia Polski
- Odznaka Zasłużony Działacz Kultury
- Odznaka Honorowa SBP